# Semomesia geminus
Semomesia geminus is een vlindersoort uit de familie van de prachtvlinders (Riodinidae), onderfamilie Riodininae.
Semomesia geminus werd in 1793 beschreven door Fabricius.